# Las Sulmiński

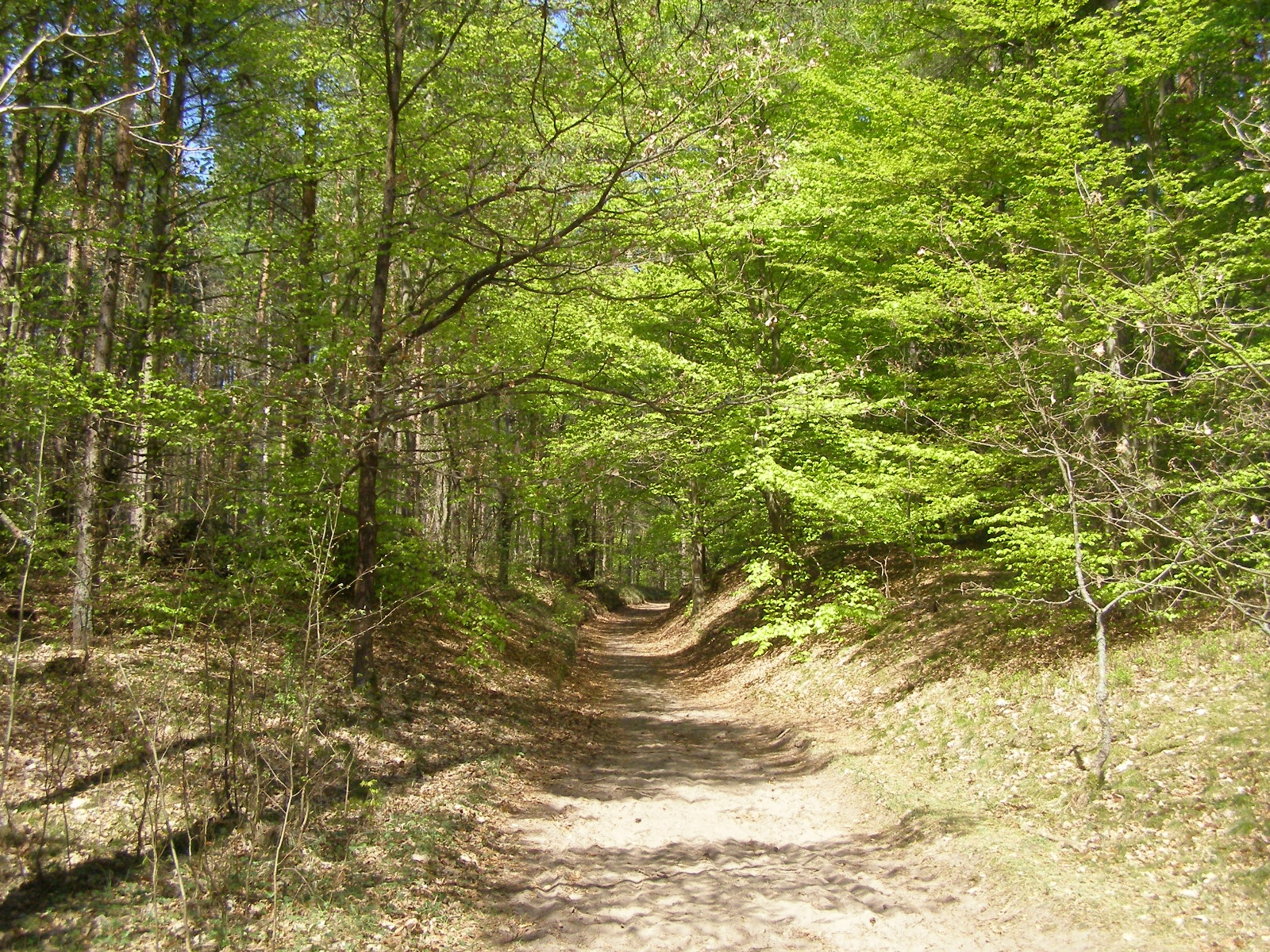
Las Sulmiński

Las Sulmiński (niem. Forst-Gutsbezirk Ottomin) – obręb leśny w Gdańsku, w dzielnicy Kokoszki.
Las Sulmiński został przyłączony w granice administracyjne miasta w 1973. Należy do okręgu historycznego Wyżyny.

## Położenie
Las Sulmiński leży na południowo-zachodnim krańcu dzielnicy. Jego zachodnia, południowa i wschodnia granica pokrywa się z granicą miasta. Jedynie od północy graniczy z innymi jednostkami terytorialnymi Gdańska - Smęgorzynem i Kiełpinem Górnym.
Od wschodu Las Sulmiński graniczy z miejscowością o statusie sypialni Gdańska - Otominem.